# Groenewoudsedijk

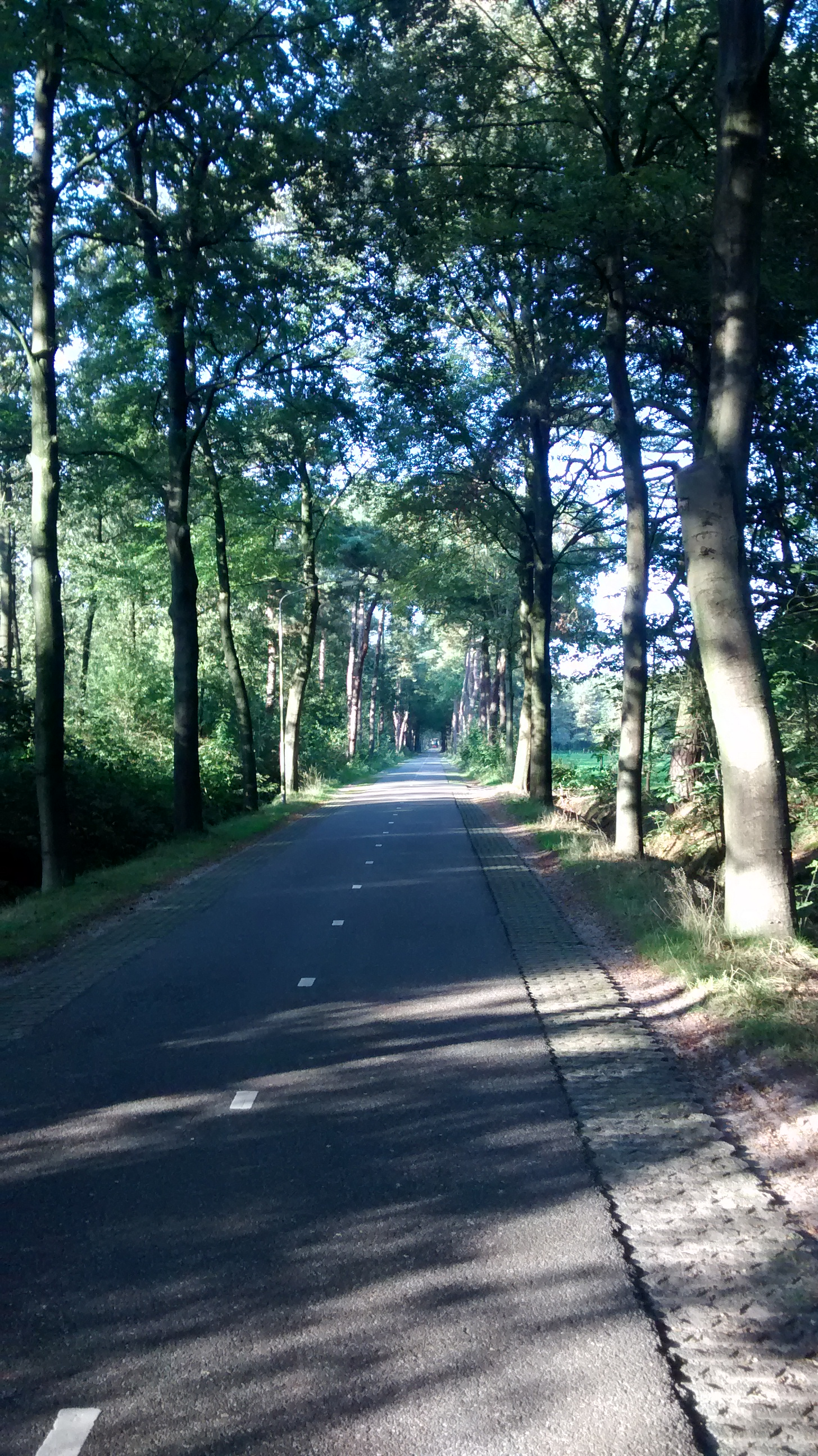
De Groenewoudsedijk (September 2014)

De Groenewoudsedijk is een straat in het buitengebied van Oostelbeers (Gemeente Oirschot), Noord-Brabant. De straat is 2200 meter lang en vormt de directe verbindingsweg tussen Oostelbeers en Spoordonk.

## Ligging
De Groenewoudsedijk bevindt zich ten noorden van Oostelbeers. De weg grenst aan de zuidkant aan de Esperenweg. Halverwege de straat bevindt zich een kruising, waar men in oostelijke richting over de Fransebaan naar Oirschot kan of in westelijke richting via het zandpad Doctor Jan van de Mortellaan het Landgoed Baest betreedt.
Aan de noordkant grenst de straat aan Brug Groenewoud, over het Wilhelminakanaal.
Circa 200 meter ten noorden van de Groenewoudsedijk bevindt zich de Kapel van de Heilige Eik. Vlak over de brug bevindt zich Visvijver 't Lisje

## Verkeer
De Groenewoudsedijk is de doorgaande weg tussen Oostelbeers en Spoordonk. Hierdoor is er het nodige autoverkeer in de straat. Tevens is er veel agrarisch verkeer in de straat.
De Groenewoudsedijk kan ook dienen als alternatief voor de Provinciale weg 395 tussen Oostelbeers en Oirschot, om drukte op de bovengenoemde weg te vermijden.
Het verkeer over de Goenewoudsedijk is de afgelopen jaren toegenomen als gevolg van de sloop van de Kattenbergse brug. Door het wegvallen van deze brug is er meer verkeer over Brug Groenewoud en de Groenewoudsedijk.
Ook recreatieverkeer weet de Groenewoudsedijk goed te vinden. Door de groene en rustige omgeving is de weg geliefd bij fietsers en wandelaars.

## Wonen
Op de Groenewoudsedijk bevinden zich acht woningen: Drie aan de zuidkant van de straat en vijf aan de noordkant. Een van deze woningen is tevens in gebruik als vakantiewoning.
Op de Groenewoudsedijk waren jarenlang verschillende agrarische bedrijven actief. Een groot deel hiervan is in de loop der jaren verdwenen, mede dankzij de VIV (Verplaatsingsregeling Intensieve Veehouderij)

## Ongevallen
- 14 December 2008:

Maandagochtend ontdekt een voorbijganger een lichaam in een bevroren sloot langs de Groenewoudsedijk. Onderzoek van de politie wijst uit dat de man de zondag ervoor met zijn fiets in de sloot is beland en ter plaatse is overleden.
- 27 September 2013:

Een automobilist rijdt tegen een boom en belandt vervolgens in de sloot. De bestuurder is met de ambulance naar het ziekenhuis gebracht.

## Trivia

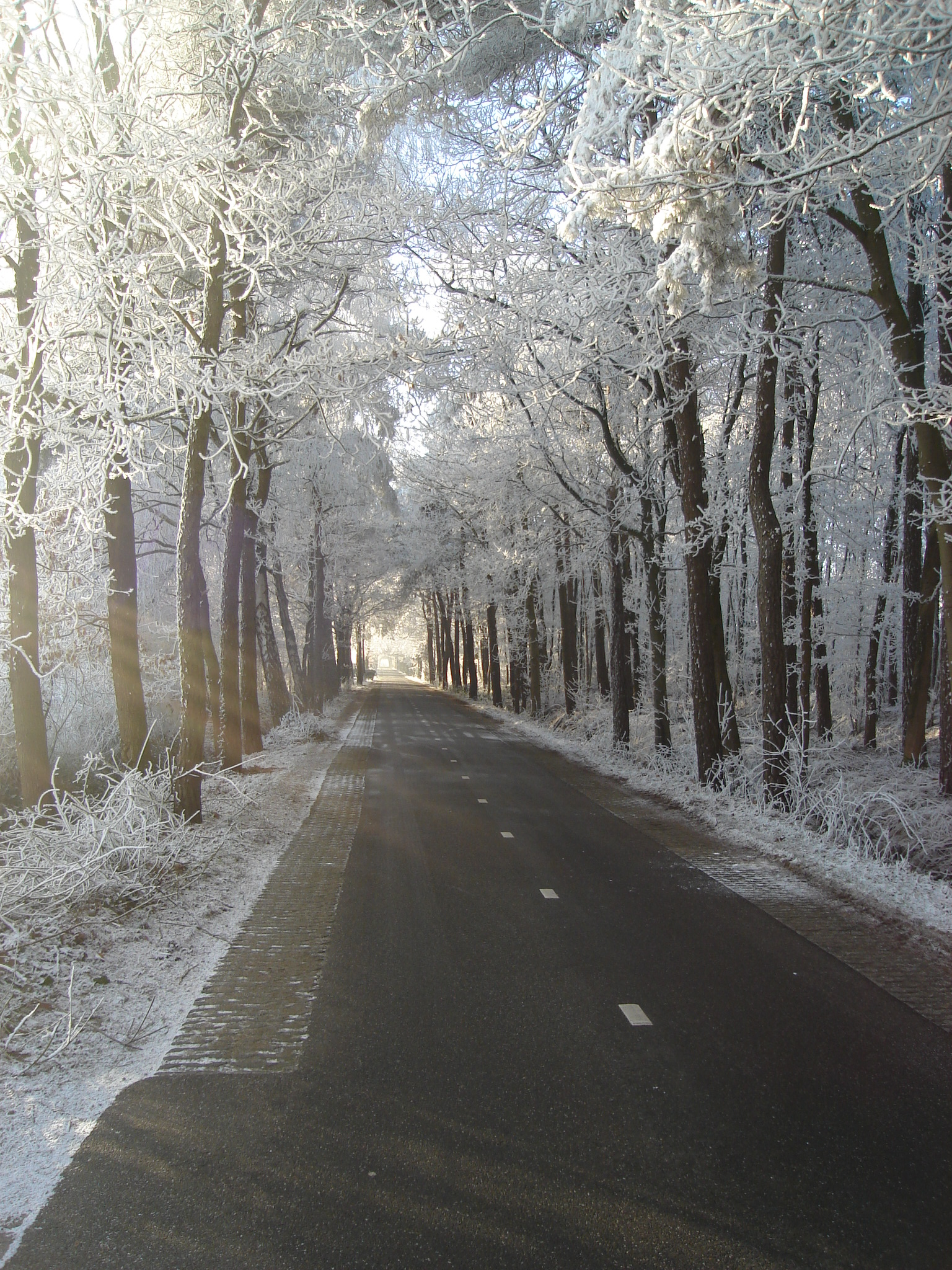
De Groenewoudsedijk in de winter (December 2007)

- Aan de overzijde van Brug Groenewoud bevindt zich een straat met de naam Groenewoud, op het grondgebied van Spoordonk. De gelijkenis tussen deze namen kan tot verwarring leiden.
- In Utrecht bevindt zich ook een straat met de naam Groenewoudsedijk.

Dorpen: Middelbeers · Oostelbeers · Oirschot · Spoordonk 

Buurtschappen: Boterwijk · Evenheuvel · Groene Woud · Hedel · Hoogeind · Huygevoort · Kattenberg · Kuikseind · Lieveld · Pandgat · Polsdonken · Straten · Theetuin · Tregelaar · Voorteind · Westelbeers

Noord-Brabant: Steden en dorpen      Nederland: Provincies · Gemeenten